# Clive Oppenheimer
Pour les articles homonymes, voir Oppenheimer.
Clive Oppenheimer, né le 28 mai 1964 , est un volcanologue britannique.

## Biographie
Clive Oppenheimer apparaît dans le film documentaire de 2007 Rencontres au bout du monde de Werner Herzog dans la séquence traitant du Mont Erebus.  Ainsi qu'également comme coréalisateur et intervenant au côté de Herzog dans Au fin fond de la fournaise et Fireball: Visitors from Darker Worlds.

## Publications
- (en) Clive Oppenheimer, Eruptions that shook the world, Cambridge University Press, 2011  (ISBN 978-0-521-64112-8)
- (en) P. Francis et Clive Oppenheimer, Volcanoes, Oxford University Press, 2004  (ISBN 0-19-925469-9)
- (en) Clive Oppenheimer et P. Kyle, Volcanology of Erebus volcano, Antarctica, Journal of Volcanology and Geothermal Research (special issue), 2008
- (en) Clive Oppenheimer, D.M. Pyle et J. Barclay, Volcanic Degassing, Geological Society, London, Special Publication 213, 2003
- (en) A. Robock et Clive Oppenheimer, Volcanism and the Earth's atmosphere, American Geophysical Union, Geophysical Monograph, 139, 2003
- (en) Clive Oppenheimer et M.J. Wooster, Remote sensing for natural hazards, University of London Press, 2003
- (en) [PDF] Jason L. Permenter, Clive Oppenheimer, « Volcanoes of the Tibesti massif (Chad, northern Africa) », Bulletin of Volcanology, no 69, 2007, pages 609-626, DOI 10.1007/s00445-006-0098-x